# Burnupia transvaalensis
Burnupia transvaalensis е вид коремоного от семейство Planorbidae.

## Разпространение и местообитание
Видът е разпространен в Южна Африка.
Обитава сладководни басейни, реки и потоци.